# Chevenez
Chevenez es una antigua comuna suiza del cantón del Jura, situada en el distrito de Porrentruy. El 1 de enero de 2009 se fusionó con los municipios de Damvant, Réclère y Roche-d'Or para formar la comuna de Haute-Ajoie.
El municipio limitaba con las comunas de Roche-d'Or, Rocourt, Fahy, Bure, Courtedoux y Bressaucourt en Suiza y con Montancy, Vernois-le-Fol en Francia.